# Midem
Midem hade premiär 1967 och är en stor musikmässa som brukar arrangeras i Cannes i Frankrike varje år i slutet av januari eller i början av februari  Inte att förväxla med filmfestivalen som hålls varje år i Cannes under två veckor i maj.
Midem är en förkortning av Marché International du Disque et de l'Edition Musicale.
Varje år brukar ett land vara värd för öppningskvällen. År 1999 var det Sverige under temanamnet Cool Sweden
2014 var det Brasilien.
MIDEM  2015 arrangeras den 5 - 8 juni, vilket bryter traditionen att MIDEM arrangeras på vintern. Ändrade datum samt att musikmässan lär öppna för allmänheten till viss del är troligen en del att försöka förbättra deltagarsiffrorna som sjunkit mycket de senaste åren.

### Fotnoter
1. ↑  Markus Larsson och Malin Hendriksen (23 januari 1999). ”Älskade av hela världen”. Aftonbladet. http://wwwc.aftonbladet.se/noje/9901/23/pop.html. Läst 3 juli 2011.